# Gouvernement Amadou III
Pour les autres gouvernements de Hama Amadou, voir Gouvernement Hama Amadou.
Ve République
Hama Amadou II Hama Amadou IV
Le troisième gouvernement Hama Amadou est le gouvernement de la République du Niger nommé le 9 novembre 2002. Il prendra fin le 30 décembre 2004.

## Composition
- Premier ministre : Hama Amadou

- Ministre d'État chargé de l'intégration africaine et des programmes du Nouveau partenariat pour le développement de l'Afrique (NEPAD) : Moumouni Djermakoye Adamou
- Ministre d'État, chargé des sports de la culture et des jeux de la Francophonie : Abdou Labo
- Ministre de la Justice, Garde des Sceaux : Maty E. Moussa
- Ministre de l'hydraulique de l'Environnement et de la lutte contre la désertification  : Adamou Namata
- Ministre de l'équipement et de l'aménagement du territoire : Zakaria Mamadou
- Ministre des affaires étrangères de la coopération : Aïchatou Mindaoudou
- Ministre de l'intérieur et de la décentralisation : Albadé Abouba
- Ministre du commerce, du secteur privé et de l'artisanat : Seyni Oumarou
- Ministre de la santé publique et de lutte contre les endémies : Mamadou Sourghia
- Ministre de l'économie et des Finances : Ali Lamine Zene
- Ministre de la défense nationale: Hassan Souley Bonto
- Ministre de l'éducation de base et de l'Alphabétisation : Ari Ibrahim
- Ministre des transports et du tourisme : Souleymane Kane
- Ministre du développement communautaire : Sabiou Daddy Gaoh
- Ministre de la jeunesse et de l'insertion professionnelle des jeunes  : Mounkaïla Sanda
- Ministre de l'urbanisme, de l'Hhabitat et du domaine du foncier public  : Mamane Bachir Yahaya
- Ministre des ressources animales :  Korone Maoude
- Ministre des mines et de l'énergie : Rabiou Hassane Yari
- Ministre du développement agricole : Abari Maï Moussa
- Ministre de l'enseignement secondaire et supérieur, de la recherche et de la technologie : Habi M. Salissou
- Ministre de la fonction publique et du travail : Moussa Saibou Kassey
- Ministre de la communication, porte-parole du gouvernement :  Sidikou Oumarou
- Ministre du développement social, de la population, de la Promotion de la femme et de la protection de l'enfant : Abdoul Wahid halimatou
- Ministre délégué auprès du ministère des finances chargé de l'encadrement fiscal des collectivités locales et du secteur informel  : Mohamed Anako

## Secrétaires d'État
- Secrétaire d'État auprès du ministre des Affaires étrangères et de la coopération, chargé de la coopération : Dr Sani Koini
- Secrétaire d'État auprès du ministre de la santé et de la lutte contre les endémies, chargé des réformes hospitalières et de la lutte contre les endémies : Karim Fatouma Zara
- Secrétaire d'État auprès du ministre de l'hydraulique, de l'environnement et de la lutte contre la désertification, chargé de l'environnement et de la lutte contre la désertification : Chaibou Mamane